# Thác Cát Cát

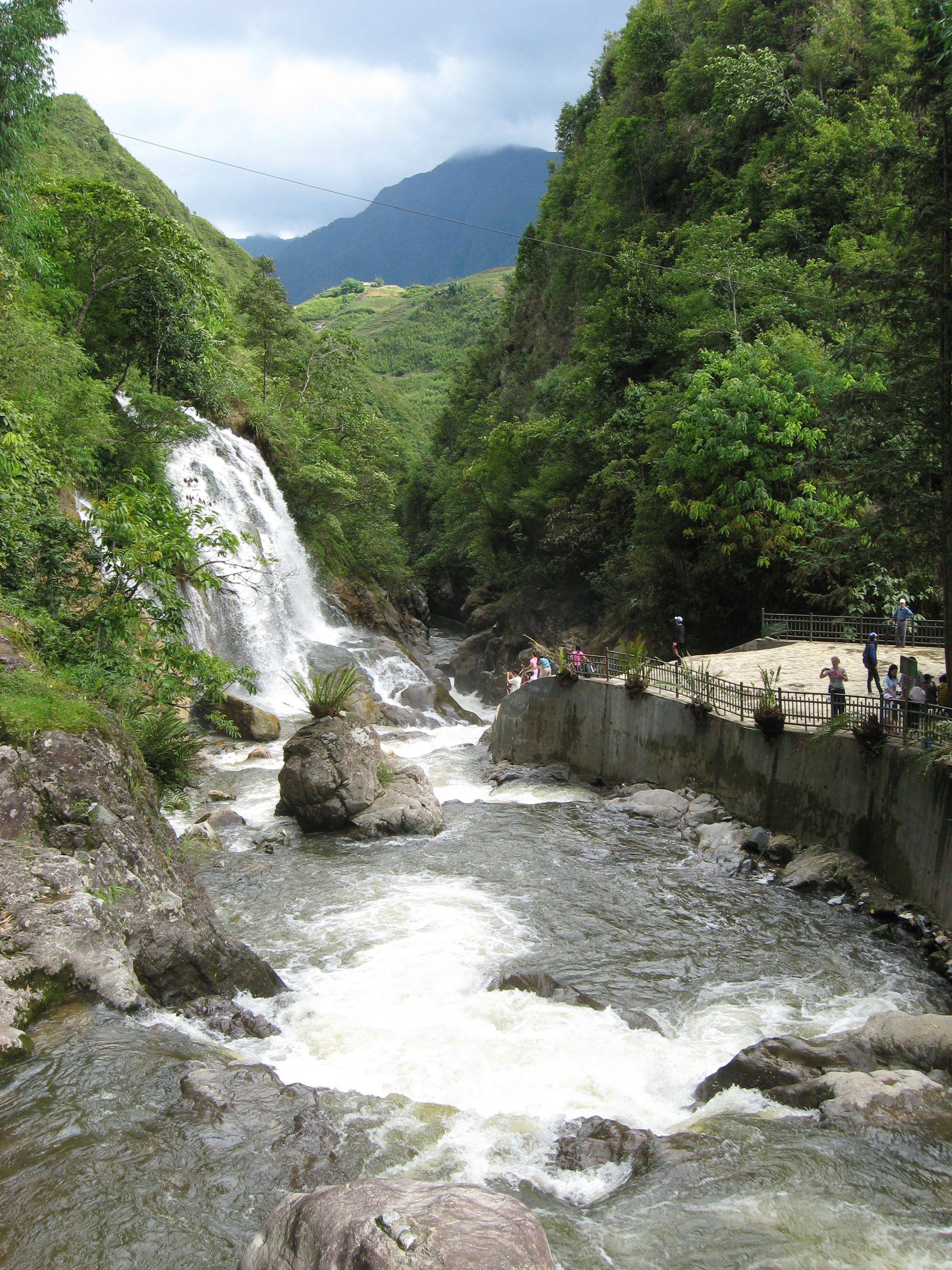
Thác Cát Cát

Thác Cát Cát hay thác Tiên Sa là thác trên suối Cát Cát ở vùng đất bản Cát Cát xã Hoàng Liên, thị xã Sa Pa, tỉnh Lào Cai, Việt Nam.
Thác Cát Cát là một trong những thắng cảnh du lịch nổi tiếng tại thị xã Sa Pa. Thác cách trung tâm thị trấn Sa Pa cỡ 3 km về phía tây. Hiện nay Khu du lịch Bản Cát Cát là điểm du lịch văn hóa vừa và du lịch sinh thái lý thú dành cho du khách và là điểm du lịch văn hóa cộng đồng vệ tinh của vùng du lịch Sa Pa.
Từ thập niên 1920 của thế kỷ 20, một nhà máy thủy điện trung tâm đã được hình thành cạnh thác Cát Cát và cho đến nay vẫn được vận hành tốt.

## Hình ảnh

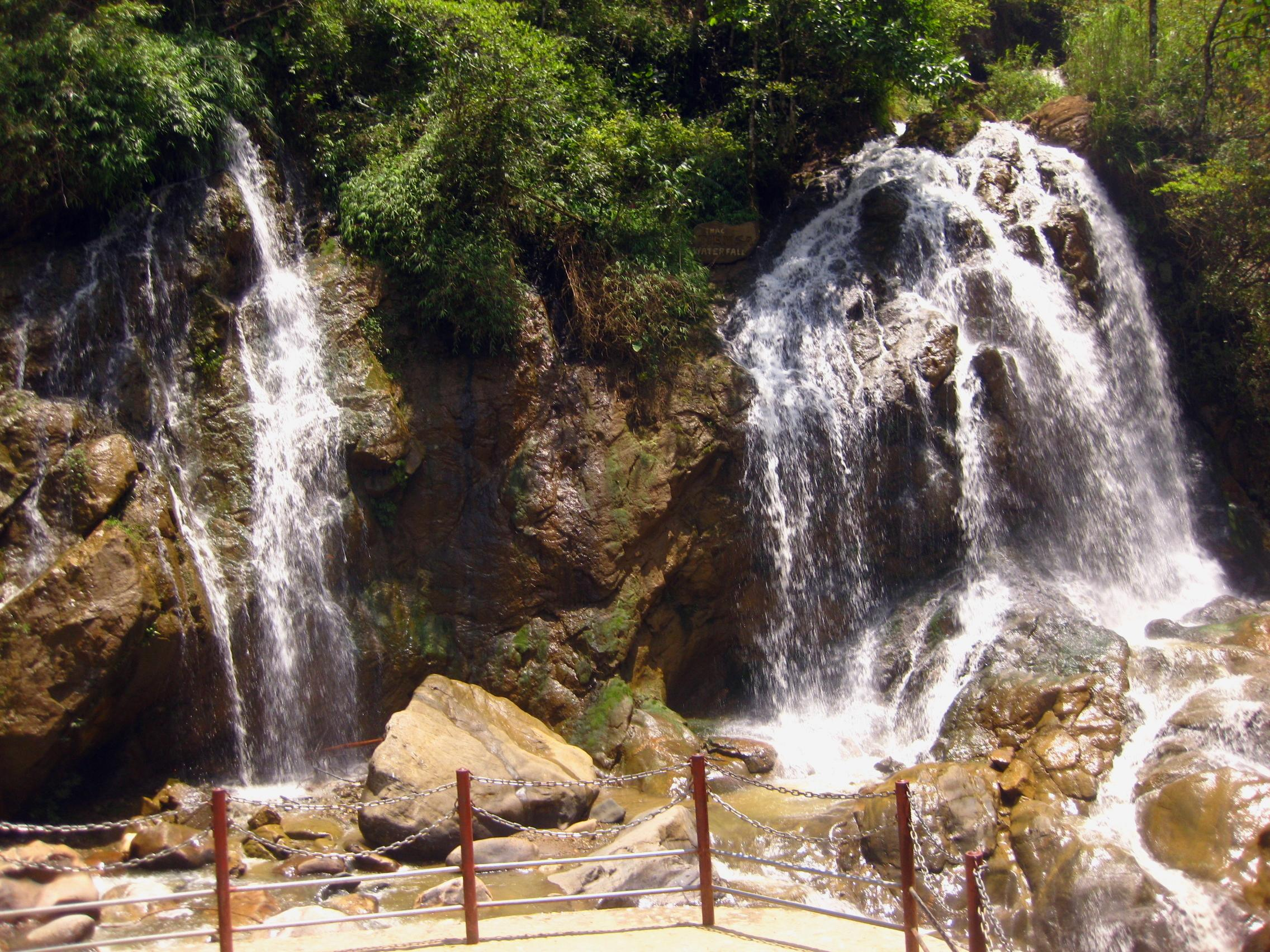
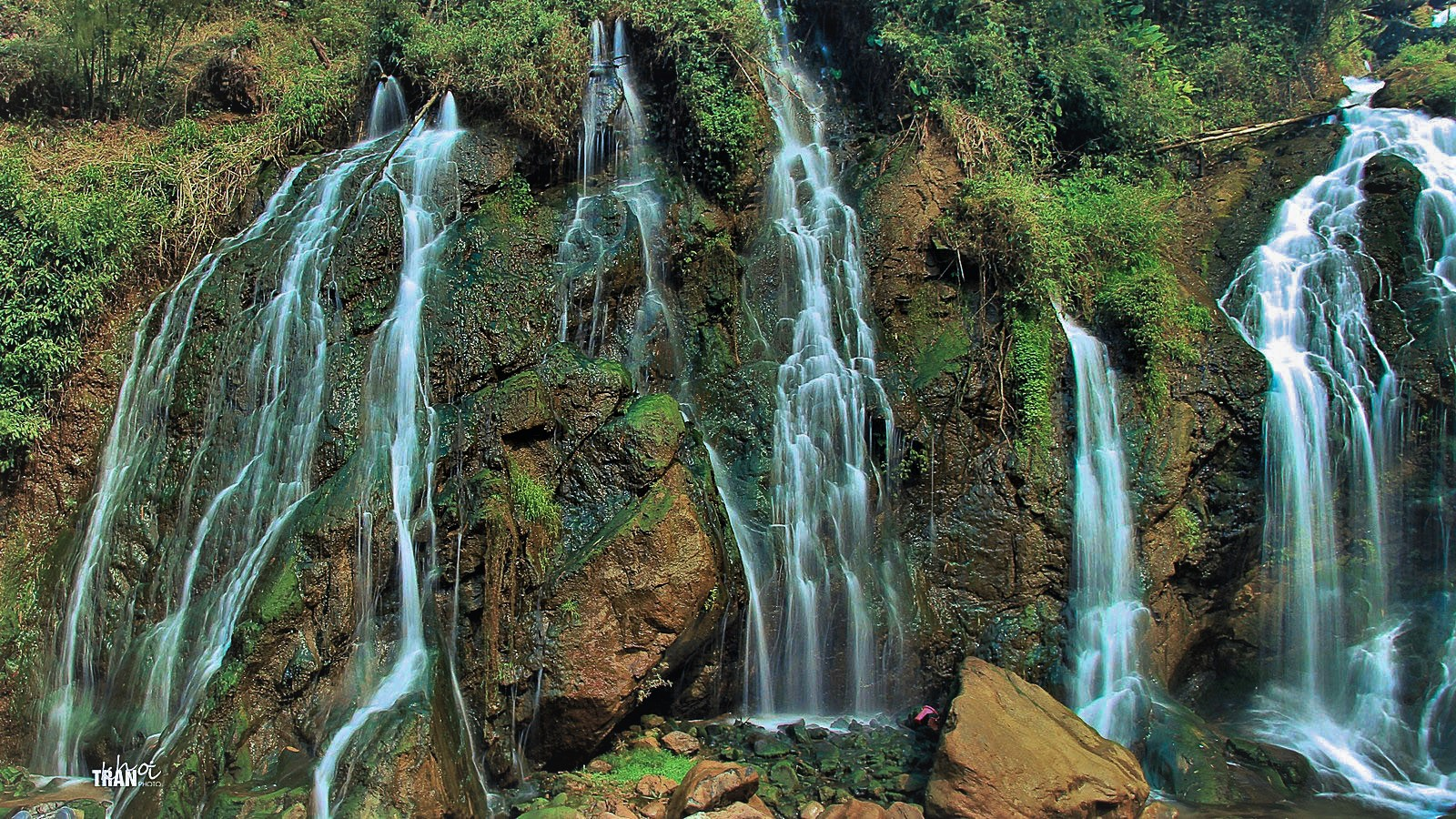
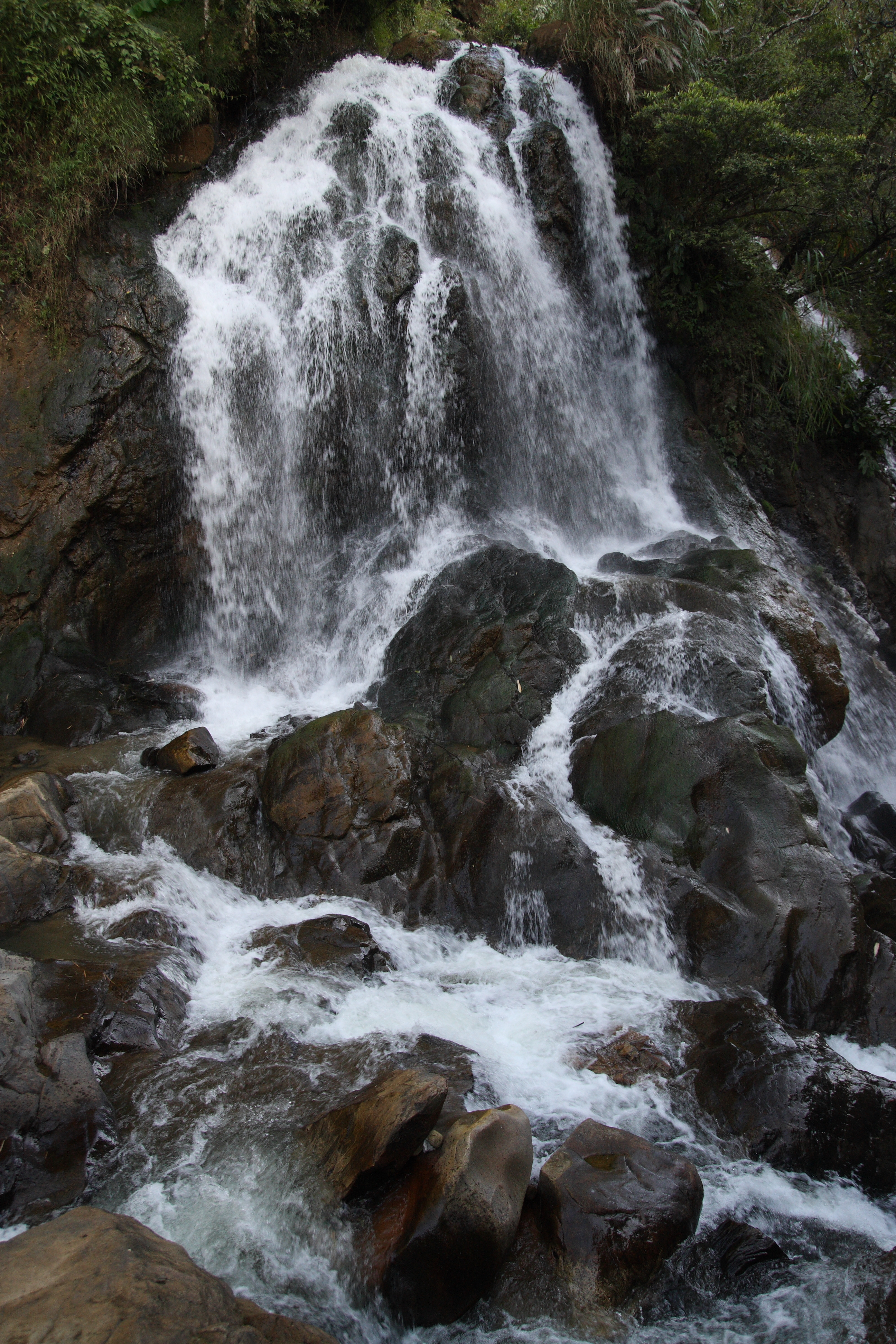
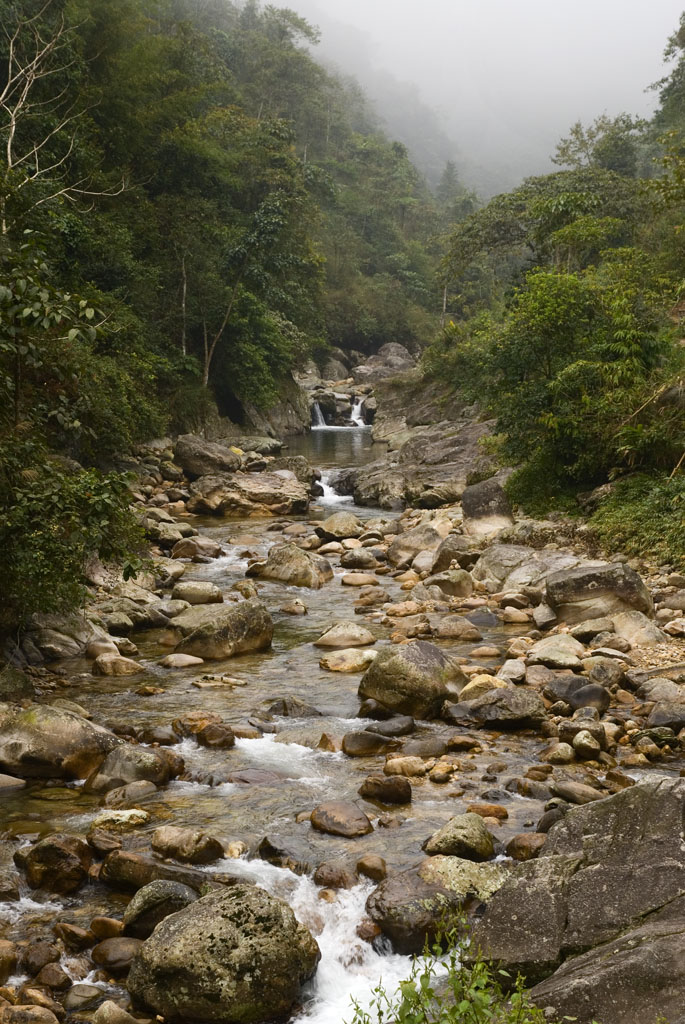
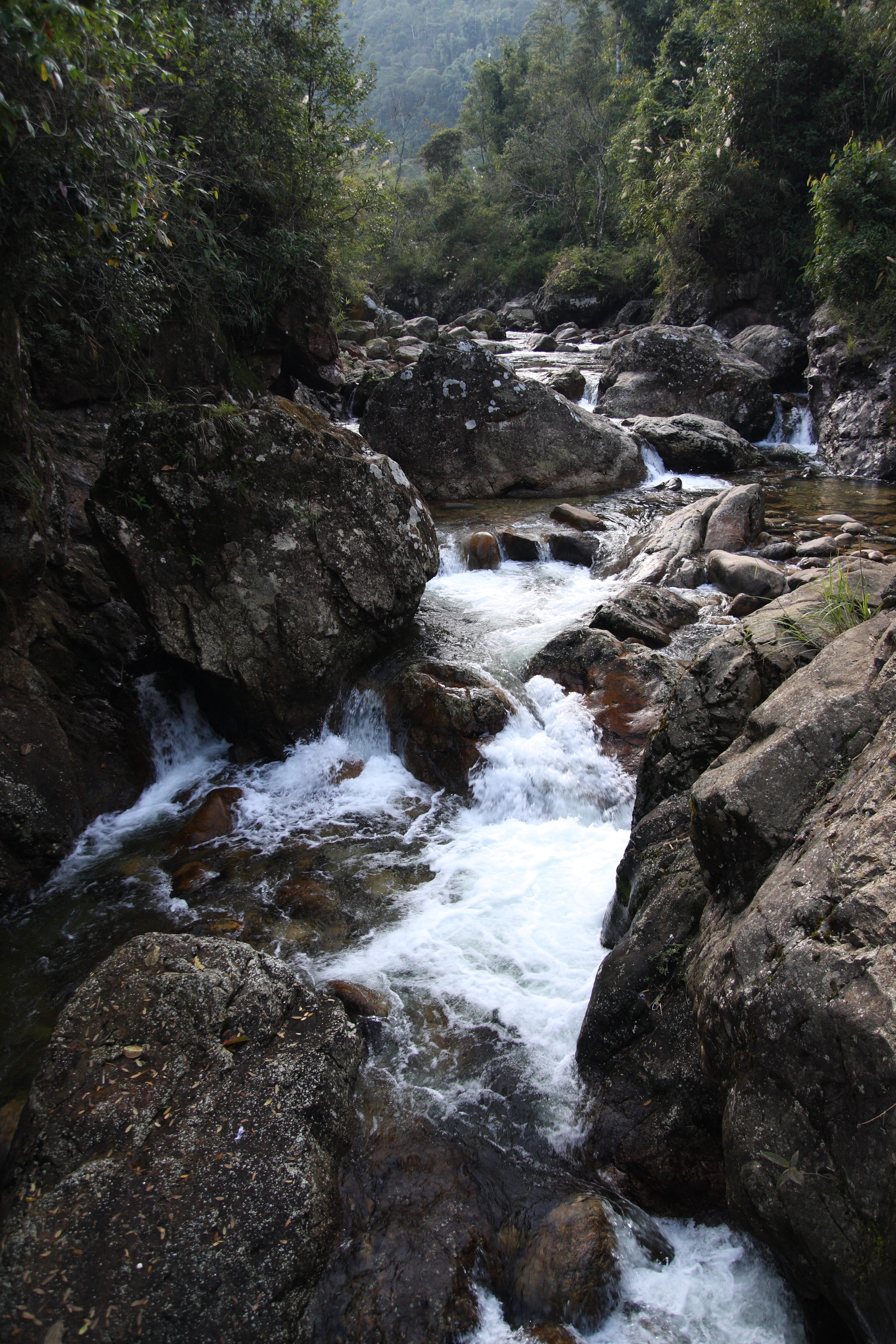